# Marc Cecili Dènter
Marc Cecili Dènter  (en llatí: Marcus Caecilius Denter) va ser un polític romà. Formava part de la gens Cecília.
Va ser nomenat un dels ambaixadors de l'ambaixada romana a Alexandria enviada l'any 173 aC a la cort del rei Perseu de Macedònia per avaluar els afers de Macedònia. Després va anar a Alexandria, on va renovar l'acord d'amistat amb el rei Ptolemeu VI Filomètor que va regnar del 180 aC al 164 aC.